# دومینیک سروتی
دومینیک سروتی (انگلیسی: Dominique Cerutti؛ زادهٔ ۳ ژانویهٔ ۱۹۶۱) کارآفرین و مدیر ارشد اجرایی اهل فرانسه است، که هم‌اکنون بعنوان مدیرعامل شرکت مهندسی آلتران فعالیت می‌کند.